# Operations Support System
Pour les articles homonymes, voir OSS.
Un Operations Support System ou un Operational Support System (abrégé en OSS) est l'ensemble des composants opérationnels ou les systèmes informatiques utilisés par un opérateur de télécommunications pour la gestion de son réseau. Elle permet la maintenance opérationnelle du réseau de télécommunications déployé par un opérateur pour fournir ses services de télécommunications (téléphonie, accès internet, télévision, transmission de données, réseau privé virtuel).
L'OSS est un système informatique interfacé au réseau de télécommunications jusqu'au niveau des équipements de réseau pour assurer le maintien des processus d'exploitation tels que la maintenance du réseau.
Le maintien des processus pour l'exploitation et la maintenance du réseau est assuré par des composants logiciels back-office qui travaillent en interaction les uns avec les autres et qui sont utilisés dans différents domaines : 
- le recensement et la gestion de l'inventaire réseau
- l'installation et la configuration des composants réseau
- le Service provisioning ou mise en œuvre des services pour le client
- la gestion des incidents réseaux
- la performance et Qualité de service perçues par le client
- la gestion de la sécurité réseau en particulier protection contre les intrusions et les attaques externes

Le TM Forum a lancé en 2001 un cadre conceptuel pour les systèmes de support aux opérations des opérateurs télécoms, le NGOSS (acronyme pour "New Generation Operational Support Systems" en anglais), qui se compose notamment de l'eTOM (pour "Enhanced Telecom Operations Map" en anglais), un cadre de référence de processus pour les opérateurs;
Le terme Business Support System ou BSS est un terme généraliste récent qui fait référence aux solutions métier, qui traitent avec les clients, le maintien des processus tels que la prise de commandes, le traitement des factures, et la collecte des élements de paiements. Les deux systèmes sont souvent abrégés ensemble BSS/OSS ou simplement B/OSS. les systèmes BSS s'appuient sur les systèmes OSS.
OSS pourrait être traduit en français par Système de Support Opérationnel pour le différencier de BSS (Business Support Systems), Système de Support Fonctionnel ("Métier"). Le Support Opérationnel et le Support Fonctionnel faisant actuellement consensus pour désigner les fonctions des employés qui s'occupent de ces systèmes (cf. requêtes Google).